# アルダ・ムリッシ

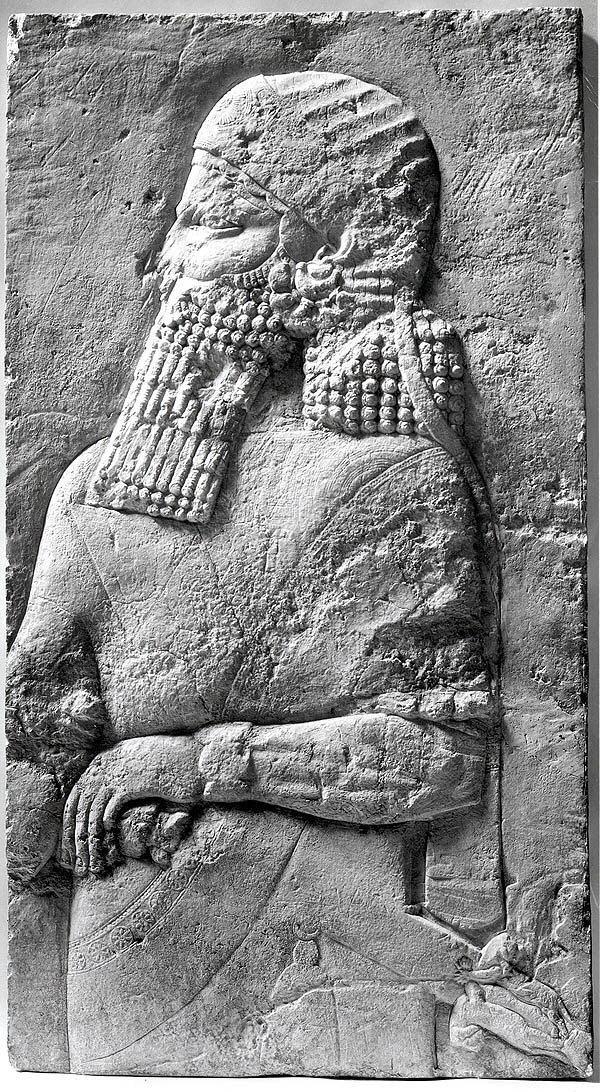
アッシリアの王太子を描いた石碑。センナケリブ治世中の作品。アルダ・ムリッシはセンナケリブの王太子を最も長い期間務めた人物であるが、この石碑が描いているのは先に王太子であったアッシュル・ナディン・シュミか、後に王太子となったエサルハドンである可能性もある。

アルダ・ムリッシ（Arda-Mulissiまたはアルダ・ムリッス（Arda-Mulissu））は、古代メソポタミア地方の新アッシリア帝国の王子。帝国黄金期の王、センナケリブの息子である。前684年に弟のエサルハドンに王位継承者としての地位を奪われる。これを不服として父を殺害、クーデターを試みるが、家臣の支持を集めることができず、弟との政争に敗れた。敵国のウラルトゥへ亡命し、その後の消息は知れない。
アルダ・ムリッシはアッカド語ではArda-Muliššiであるが、ウルドゥ・ムッリッシ（Urdu-Mullissi）、ウラド・ムッリッス（Urad-Mullissu）、アラド・ニンリル（Arad-Ninlil）とも呼ばれ、旧約聖書ではアドラメレク（Adrammelech）、ベロッソスの記録ではアドラメロス（Adramelos）あるいはアルドゥムザン（Ardumuzan）と書かれる。

## 来歴

### センナケリブの息子
アルダ・ムリッシは新アッシリア時代の王センナケリブ（在位：前705年-前681年）の息子である。センナケリブには2人以上の妻がおり、アルダ・ムリッシの母親がそのうちの誰なのかについては不明である。しかし彼の母親が弟エサルハドンの母ナキアではなかったことは確かである。前700年、センナケリブは長男であるアッシュル・ナディン・シュミを王太子（相続人）に任命し、バビロニア（帝国の南部諸属州）の支配を任せていた。この地位にアッシュル・ナディン・シュミを任じたすぐ後、センナケリブは反乱を起こして逃亡したカルデア人を追跡してエラム（現在の南部イラン）に遠征を行った。領内への侵入に対し、エラム人は前694年にアッシリア支配下のバビロニアへ侵攻し、アッシュル・ナディン・シュミをシッパル市で捕らえた。彼はエラムへと連れ去られ、恐らく処刑された。
息子たちの中から新たな王太子を任命する必要に迫られ、センナケリブは存命中の王子の中で最年長であったアルダ・ムリッシを王太子とした。一方、アッシリア学者シモ・パルポラとセオドア・クワズマンは別の仮説を立て、アッシュル・ナディン・シュミはセンナケリブからバビロニアのみを継承することを意図されており、アルダ・ムリッシは恐らく既に前698年という非常に早い時期に王太子に任命されていた可能性があるとしている。ただし、アッシュル・ナディン・シュミが捕らえられ恐らく殺害された前694年以前において、アルダ・ムリッシを王太子と表現する記録は見つかっていない。
クワズマンとパルポラはまた、センナケリブが恐らく別の息子、ネルガル・シュム・イブニをアッシュル・ナディン・シュミの死後にバビロニアの王太子としたとも主張している。ネルガル・シュム・イブニは恐らくアルダ・ムリッシがアッシリアの王太子となった後もバビロニアの王太子を務めていた。これを証明するような現存史料はないが、クワズマンとパルポラはネルガル・シュム・イブニをmār šarri、Mār šarriと称する前694年と前693年の一連の約定（contracts）に基づいてこの説をたてた。この称号は文字通りには「王の息子」を意味する。これは彼が王子であることに合致するが、この称号は通常王太子のみに使用される称号として使われていた。
アルダ・ムリッシは少なくとも10年にわたって王位継承者の地位にあったが、前684年に彼に代わって弟のエサルハドンが王位継承者に任じられた。アルダ・ムリッシが突如地位を追われた理由は不明であるが、彼が大きな失望を胸に抱いたことは同時代の文書から明らかである。解任されたにもかかわらず、アルダ・ムリッシは人望を維持しており、幾人かの臣下たちが彼を王位継承者として密かに支持していた。エサルハドン自身の文書には「私は歳若かったが、我が父、余を生み出せし彼は、神々の命により正しく余を選び、他の兄弟たちに「この者が我が後継者なり」と言った」とあり、年長の息子を王位継承者の地位から降ろし弟をその地位に置くことは異常な決定であったことが確認できる。

### クーデターの試み

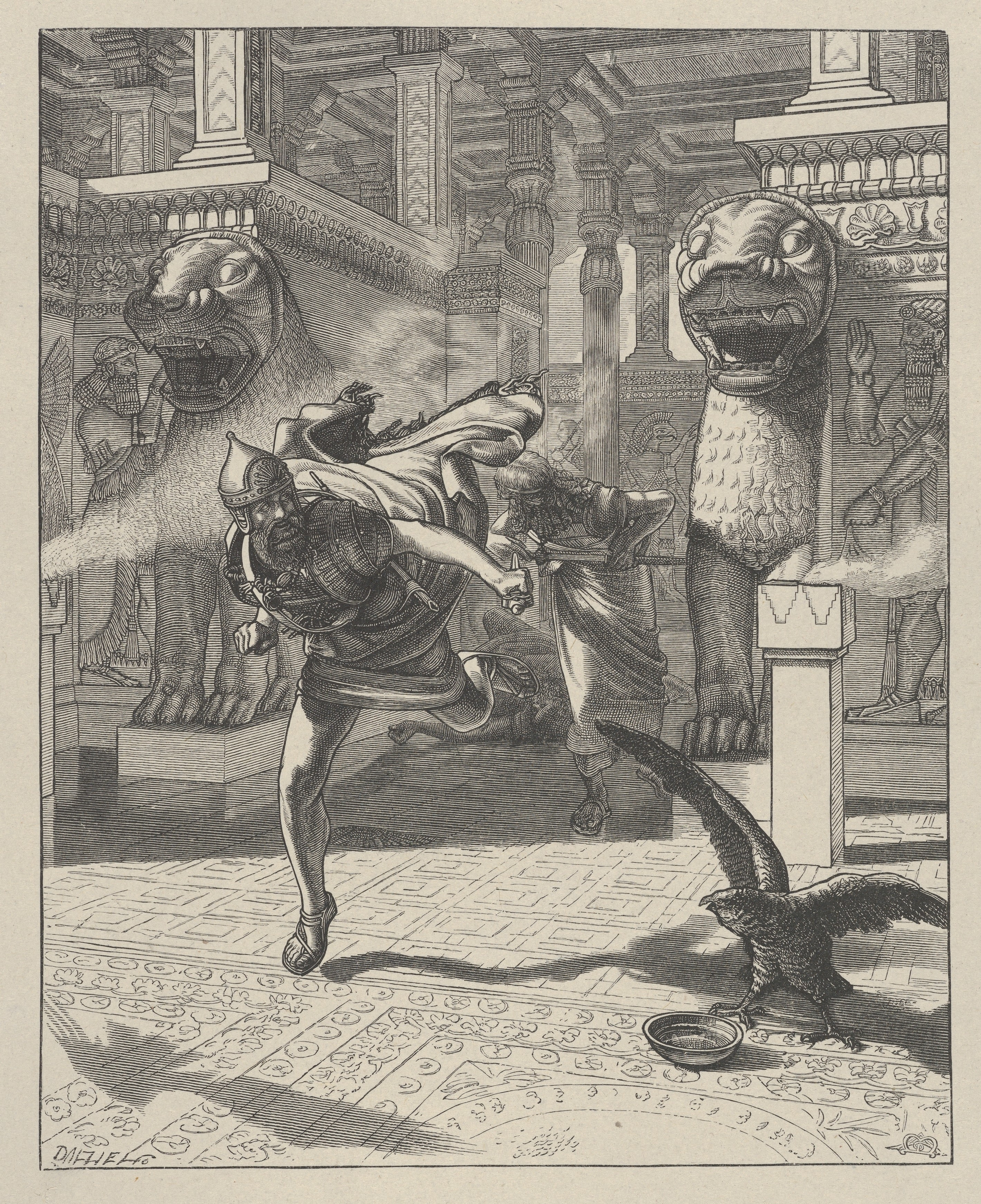
アドラメレクの逃亡（The Flight of Adrammelech）。『Dalziel's Bible Gallery 』（1881）のイラスト。センナケリブ殺害の後、アルダ・ムリッシとナブー・シャル・ウツルが逃亡する様を描いている。

アルダ・ムリッシはエサルハドンに忠誠を誓うことを父センナケリブから強要されたが、繰り返しセンナケリブに対して自分を再び王位継承者に戻すよう訴えようとした。センナケリブはアルダ・ムリッシが人気を増していること、そしてエサルハドンの身に危険が迫っているに気付き、彼を遠く西方の属州に送った。このエサルハドンの亡命によってアルダ・ムリッシの人気は頂点に達したが、エサルハドンの脱出に際して行動を起こす力が無かったため、彼は難しい決断を迫られた。この機会を逸しないために、アルダ・ムリッシは速やかに行動し王位を奪取するべきであると決断した。
アルダ・ムリッシは別の弟ナブー・シャル・ウツル（シャレゼル〈Sharezer〉とも呼ばれる）と「反乱の条約（treaty of rebellion）」を結び、前681年10月20日にニネヴェ（当時のアッシリアの首都）のある神殿でセンナケリブを襲撃し殺害した。計画が成功したにもかかわらず、アルダ・ムリッシは王位を奪うことができなかった。この王殺しはアルダ・ムリッシ自身の支持者たちの間に彼への怒りを引き起こし、戴冠式の挙行が遅れることとなった。この間にエサルハドンが軍を起こした。アルダ・ムリッシとナブー・シャル・ウツルが立ち上げた軍は帝国西部のハニガルバトでエサルハドンと会敵した。ここで、アルダ・ムリッシらの兵士の大半が彼を見捨ててエサルハドンの下に走り、エサルハドンは抵抗を受けることなくニネヴェに進軍した。
アルダ・ムリッシとナブー・シャル・ウツルは北方、恐らくはまず山岳地帯の王国シュプリアへと逃亡し、さらに古くからのアッシリアの敵国であるウラルトゥ王国に移った。エサルハドンはセンナケリブの死の6週間後に王位を得ることに成功した。彼はアルダ・ムリッシとナブー・シャル・ウツルの家族を含む彼らの与党と手の届くところにいる政敵の全てを処刑した。アルダ・ムリッシとナブー・シャル・ウツルは亡命先のウラルトゥで数年間生き残っていた。いくつかの文書によって彼らが前673年までウラルトゥで生きており自由な地位にあったことが示されている。エサルハドンはこの年に北方遠征を実施しシュプリアを攻撃したが、恐らく遠征の主目的であったアルダ・ムリッシたちを捕らえることはできなかった。

## 遺産
当時地上で最も強力な帝国の君主であったセンナケリブの殺害は同時代人に大きな衝撃を与え、メソポタミアと古代オリエントのその他の地域全体に強い感情と複雑な感覚を持って受け止められた。レヴァントとバビロニアではこの報せは喜びをもって迎えられ、これらの地域へのセンナケリブの残虐な遠征に対する神罰であると宣言された。しかしアッシリアでの反応は恐らく憤激と憎悪だったであろう。この事件は数多くの史料に記録されており、『旧約聖書』にも言及がある（欽定訳聖書、列王記下19:37; イザヤ書37:38）。聖書ではアルダ・ムリッシはアドラメレクと呼ばれている。